# NGC 6650
NGC 6650 је галаксија у сазвежђу Змај која се налази на NGC листи објеката дубоког неба.
Деклинација објекта је + 68° 0' 23" а ректасцензија 18h 25m 27,9s. Привидна величина (магнитуда) објекта NGC 6650 износи 13,9 а фотографска магнитуда 14,9. NGC 6650 је још познат и под ознакама CGCG 322-43, 7ZW 794, NPM1G +67.0164, PGC 61857.